# Condado de Cardston
El condado de Cardston es un distrito municipal canadiense situado en la provincia de Alberta.

## Superficie
Cardston tiene una superficie de 3358,39 km².

## Demografía
En 2021, tenía 4856 habitantes, una densidad poblacional de 1,4 hab./km², y 1387 viviendas.